# RMF Ukraina
Uzasadnienie: dyskusja
RMF Ukraina – polska stacja radiowa należąca do Grupy RMF nadająca od 2 marca 2022, w języku ukraińskim, angielskim oraz polskim.
Po ataku Rosji na Ukrainę 24 lutego 2022 roku i wywołanego tym kryzysem uchodźczym Grupa RMF uruchomiła program w języku ukraińskim, podając najważniejsze informacje dot. procedur wjazdu do Polski oraz możliwości uzyskania pomocy charytatywnej. Pierwszy nadajnik został uruchomiony 2 marca 2022 w Przemyślu, dzięki błyskawicznej zgodzie Urzędu Komunikacji Elektronicznej, w 30 godzin po narodzeniu się pomysłu na organizację stacji. 8 marca uruchomiono drugi nadajnik w Hrubieszowie. W ten sposób stacja jest słyszalna w rejonie polsko-ukraińskich przejść granicznych Zosin-Uściług, Medyka-Szeginie oraz Korczowa-Krakowiec.
Od 17 marca 2022 stacja dostępna jest także na terenie Ukrainy, we Lwowie oraz w obwodzie wołyńskim i tarnopolskim. Stacja przygotowuje także materiały dla lokalnych ukraińskich rozgłośni.